# Lucius Baebius Tullus
Lucius Baebius Tullus war ein im 1. und 2. Jahrhundert n. Chr. lebender Angehöriger des römischen Senatorenstandes.
Durch die Fasti Ostienses ist belegt, dass Tullus von September bis Dezember 95 zusammen mit Quintus Pomponius Rufus Suffektkonsul war; sein Name ist in der Inschrift partiell erhalten. Durch eine weitere, unvollständig erhaltene Inschrift ist nachgewiesen, dass er Statthalter (Proconsul) der Provinz Asia war; vermutlich war er im Amtsjahr 110/111 Statthalter. Er ist als Statthalter auch durch zwei Münzen belegt.